# Iramba (pueblo)

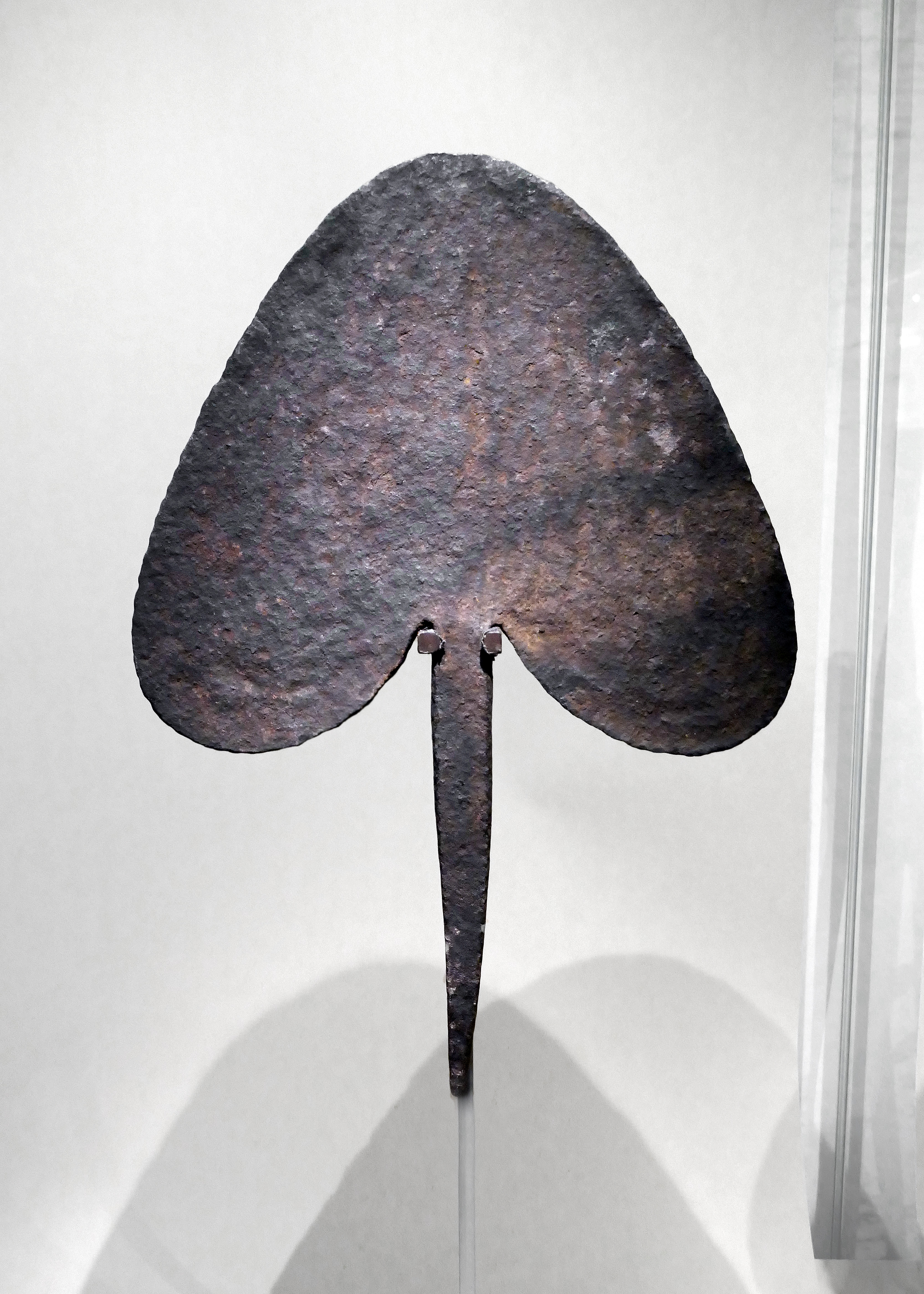
Moneda en forma de hoja de azada iramba (40,5 cm).

Los iramba (o aniramba, nilamba, nyilamba, nyiramba, waniramba) son una población de África oriental que vive en el centro-norte de Tanzania, en la región de Singida o de la de Shinyanga.

## Idioma
Su idioma es el iramba (o kiniramba, nilamba), una lengua bantú con un estimación de 682 000 hablantes en 2016. En 1923, el número de irambas se estimaba en 115 000.

## Historia
Hasta principios del decenio de 1970, los irambas vivían en comunidades aisladas, pero en 1974 el Gobierno puso en marcha el programa Ujamaa que los agrupaba en grandes aldeas donde la educación, la agricultura comercial y el control político eran más fáciles de establecer.

## Modo de vida
Los que viven en zonas rurales plantan sorgo, mijo y maíz. Crían ganado, ovejas y cabras. Además de los cultivos alimentarios, algunos producen cacahuetes y aceite de ricino con fines de comercialización.

## Religión
El Islam se introdujo entre los irambas en el siglo XIX a través de los traficantes de esclavos que llegaron al centro del país.
Más de la mitad de los irambas se declaran musulmanes (suníes), pero muchos no son muy activos en la vida cotidiana y las creencias animistas tradicionales siguen muy vivas. Invocan a los hacedores de lluvia en particular.
Algunos son también cristianos. Sin embargo, los datos siguen siendo inciertos, ya que el último censo para el que se preguntó por la religión fue en 1967.